# Saint-Pal-de-Senouire
Saint-Pal-de-Senouire är en kommun i departementet Haute-Loire i regionen Auvergne-Rhône-Alpes i centrala Frankrike. Kommunen ligger i kantonen La Chaise-Dieu som tillhör arrondissementet Brioude. År 2022 hade Saint-Pal-de-Senouire 109 invånare.

## Befolkningsutveckling
Antalet invånare i kommunen Saint-Pal-de-Senouire
| Referens: INSEE |